# Rodrigo Lugo
Rodrigo Diego Lugo (Buenos Aires, 22 de octubre de 1991) es un futbolista argentino. Juega de arquero y su equipo actual es 9 de Octubre Fútbol Club, que disputa la Serie B de Ecuador.

## Trayectoria

### Inferiores, Argentinos Juniors y J. J. Urquiza
Surgió de las divisiones inferiores de Ferro Carril Oeste, siendo preseleccionado para las selecciones juveniles de AFA. Luego pasó a Argentinos Juniors, integrando el plantel profesional desde el año 2011 hasta el 2012. A mediados de 2012, fue cedido a J. J. Urquiza para disputar la temporada 2012-13 de la Primera C, donde tuvo destacadas actuaciones. 

### Aucas, Tristán Suárez y Estudiantes de Caseros
En 2013, arribó a Aucas de Ecuador, disputando la segunda etapa del Campeonato 2013 de la Serie B de Ecuador. En 2014, volvió al fútbol argentino para desempeñarse en Tristán Suárez, bajo la conducción técnica de Ricardo Caruso Lombardi. Por la fecha 25 del Campeonato 2015 de la Primera B, Lugo convirtió un gol de cabeza en el último minuto de juego sirviendo este para empatar el cotejo ante Deportivo Riestra. Tras sus buenos rendimientos en el lechero, fue transferido a Estudiantes de Caseros.

### Independiente Rivadavia y Atlanta
A mediados de 2016, tras no lograr continuidad emigró al club mendocino Independiente Rivadavia. En 2017, llegó a Atlanta tras no disputar ningún partido en el conjunto de Mendoza.

## Clubes
| Club                    | País      | Año       |
| ----------------------- | --------- | --------- |
| Argentinos Juniors      | Argentina | 2011-2012 |
| J. J. Urquiza           | Argentina | 2012-2013 |
| Aucas                   | Ecuador   | 2013-2014 |
| Tristán Suárez          | Argentina | 2015      |
| Estudiantes (BA)        | Argentina | 2016      |
| Independiente Rivadavia | Argentina | 2016-2017 |
| Atlanta                 | Argentina | 2017-2018 |
| Gimnasia y Esgrima (M)  | Argentina | 2018      |
| Atlético Porteño        | Ecuador   | 2019-2020 |
| Mitre (SdE)             | Argentina | 2021-2022 |
| Huracán                 | Argentina | 2023      |
| 9 de Octubre F. C.      | Ecuador   | 2023-Act. |

## Vida personal
En la actualidad, está casado con la modelo Danisa Sol Fernández, tapa de la revista Playboy en mayo de 2013 y exazafata de A todo o nada, programa televisivo conducido por Guido Kaczka y emitido por Canal 13, del que dejó de participar al revelarse que estaba relacionada con el fiscal fallecido Alberto Nisman.